# Chorisoneura nigrifrons
Chorisoneura nigrifrons är en kackerlacksart som först beskrevs av Jean Guillaume Audinet Serville 1839.  Chorisoneura nigrifrons ingår i släktet Chorisoneura och familjen småkackerlackor. Inga underarter finns listade i Catalogue of Life.